# Eucherio (figlio di Stilicone)
Eucherio (latino: Eucherius; Roma, 389 circa – Roma, 408) è stato un politico romano, era il figlio di Stilicone generale romano che resse in pratica l'Impero romano d'Occidente durante parte del regno dell'imperatore Onorio; fu assassinato in conseguenza della caduta del padre.

## Biografia
Nato a Roma, Eucherio era figlio di Stilicone, un generale di origine barbara, e di Serena, figlia adottiva dello zio e imperatore Teodosio I, il cui zio Flavio Eucherio fu onorato con la scelta del nome; era ancora un bambino in occasione della visita di Teodosio I in città (389). Eucherio ebbe due sorelle, Maria e Termanzia, entrambe andate in sposa all'imperatore Onorio.
Grazie all'influenza del padre, Eucherio fu nominato tribunus et notarius nel 396, sebbene non esercitasse la funzione, anche in ragione della giovane età; il padre sperava di farlo sposare, una volta divenuto adulto, con Galla Placidia, figlia di Teodosio I e quindi sorella di Serena. Nel 404 era a Roma in occasione della visita di Onorio.
Nell'agosto 408, Stilicone fu ingiustamente accusato di tramare contro Onorio per elevare Eucherio al soglio imperiale, e fu arrestato. Eucherio fuggì allora a Roma (la corte si trovava a Ravenna), con l'aiuto di alcuni soldati barbari del padre; dopo l'assassinio di Stilicone, Onorio ordinò che anche Eucherio fosse ucciso, ma il ragazzo si rifugiò in una chiesa, ottenendo asilo e salvandosi la vita per qualche tempo. Successivamente, però, due eunuchi di Onorio, Arsacio e Terenzio, che erano stati inviati a Roma per scortare Termanzia presso la madre Serena che lì si trovava, lo presero e lo uccisero, essendo per questo motivo promossi da Onorio.
Alcuni storici antichi affermano che Stilicone aspirasse effettivamente a porre Eucherio sul trono imperiale; si giunge ad affermare che Eucherio, che sarebbe stato un pagano, avrebbe progettato di ottenere il sostegno dei pagani restaurando la Religione romana.